# Nostromo (novela)
Nostromo es una novela política del escritor polaco-británico Joseph Conrad, publicada en 1904, que trata los asuntos de una república ficticia de Sudamérica, denominada Costaguana. Fue originalmente publicada en dos volúmenes en T.P.'s Weekly. Aunque, investigaciones recientes, alumbran que este curioso nombre pueda venir de la antigua villa asturiana, Pola de Siero –una de las más despobladas de Asturias a mediados del siglo XIX  por las corrientes migratorias que llevaron a parte de su población a establecerse en diversos países del Cono Sur–. En la villa, distinguida como tal desde el siglo XIII por la Carta Puebla,  registros anteriores a estos flujos migratorios recogen el uso tradicional de la palabra "Nostrumu", en asturleonés, para referirse a una comida cuya base estaba hecha de trigo u otros cereales, como el maíz, muy presente en la zona, y cuya superficie se coronaba con diversas carnes, si las hubiere, cebolla o castañas picadas. Una receta de subsistencia, que hoy en día puede encontrarse en forma de pizza, en uno de los establecimientos más conocidos de la villa, La Forna.

## Sinopsis
La novela se desarrolla en el puerto imaginario de Sulaco, cuya economía depende de la minería de plata. Dibuja las características de la política interna e internacional en los países latinoamericanos de fines del siglo XIX y comienzos del siglo XX y la intervención de Estados Unidos para asegurar sus intereses económicos. Las guerras civiles de las élites criollas, las intrigas y el supuestamente incorruptible líder popular, determinan finalmente la secesión de Sulaco que se declara independiente de Costaguana, en aras de asegurar la mina de plata de San Tomé a los estadounidenses y a sus asociados en la élite local.

## Inspiración
Conrad se inspiró en los sucesos reales de Colombia y la separación de Panamá apoyada por Estados Unidos en aras de asegurar el control del canal interoceánico, suceso ocurrido en 1903, un año antes de la publicación de la novela.
Aunque Conrad preparó la novela leyendo relatos de viajeros a Latinoamérica, como Seven Eventful Years in Paraguay (Londres, 1869), de George F. Masterman, y Venezuela: Sketches of Life in a South American Republic (Londres, 1868), de Edward B. Eastwick, su fuente principal parece haber sido el colombiano Santiago Pérez Triana, quien vivía en Londres. Era hijo del expresidente de su país Santiago Pérez Manosalva y había escrito el libro Cincuenta años de desgobierno. Según el propio Conrad, con el personaje de José Avellanos evocó a Pérez.

## Cine y TV
- En 1991 David Lean, el famoso director británico, iba a rodar la historia de Nostromo, con producción de Steven Spielberg para Warner Bros., pero murió unas semanas antes del rodaje. Marlon Brando, Paul Scofield, Peter O'Toole, Isabella Rossellini, Christopher Lambert, Dennis Quaid y Georges Corraface, en el papel principal, iban a integrar el reparto de esta adaptación.
- En 1996 se realizó la película Nostromo, basada en esta novela, adaptada por John Hale y dirigida por Alastair Reid, para la BBC, Radiotelevisione Italiana, Televisión Española, y WGBH Boston, miembro de PBS. Fue protagonizada por Claudio Amendola como Nostromo, Colin Firth como el Señor Gould y Claudia Cardinale como Teresa Viola.
- En la película de Ridley Scott Alien, el octavo pasajero hay un guiño a esta obra de Conrad, ya que el carguero espacial en el que transcurre la mayor parte de la película se llama Nostromo.
- En la segunda parte de este film, Aliens, dirigida por James Cameron, la nave militar se llama Sulaco, nombre de una población que aparece en la misma novela de Conrad.
- Cabe destacar que Ridley Scott es el autor de otro film, Los duelistas, inspirado en la obra de Conrad El duelo.